# Mepanipyrim
Mepanipyrim ist eine chemische Verbindung aus der Gruppe der Pyrimidine, genauer der Anilinopyrimidine.

## Gewinnung und Darstellung
Mepanipyrim kann durch Reaktion von 2-Thiomethyl-4-methyl-6-propinylpyrimidin mit Wasserstoffperoxid, Formanilid und Chlorwasserstoff gewonnen werden.

## Eigenschaften
Mepanipyrim ist ein hellgelbes geruchloses Pulver, das praktisch unlöslich in Wasser ist. Es ist stabil gegenüber Hydrolyse bei pH-Werten von 5, 7 und 9.

## Verwendung
Mepanipyrim wird als Fungizid vor allem gegen Grauschimmel (Botrytis cinerea) von Reben und Gemüse, aber auch Schorf (Venturia sp.) bei Äpfeln und Birnen sowie Braunfäule (Monilinia fructicola) bei Pfirsichen. Die Wirkung beruht auf der Hemmung des Myzelwachstums, wobei Auswirkungen auf Transport-Mechanismen wahrscheinlich verantwortlich für seine antifungale Wirkung sind.

## Zulassung
Die Verbindung wurde 1995 auf den Markt gebracht und am 24. Oktober 1997 wurde von der Kumiai Chemical Industry in Italien der Antrag auf Zulassung in der EU eingereicht. In der Europäischen Union darf Mepanipyrim seit 2004 für Anwendungen als Fungizid zugelassen werden. Die erste Zulassung in Deutschland wurde 2006 erteilt.
In einigen Staaten der EU, unter anderem in Österreich Pflanzenschutzmittel mit diesem Wirkstoff zugelassen, nicht jedoch in Deutschland. Die Zulassung in der EU lief zum 20. Mai 2024 aus. In der Schweiz sind Präparate mit Mepanipyrim zugelassen.

## Handelsnamen
- Frupica